# ریل رود فلت (کالیفرنیا)
ریل رود فلت (به انگلیسی: Rail Road Flat) یک منطقهٔ مسکونی در ایالات متحده آمریکا است که در شهرستان کالاوراس، کالیفرنیا واقع شده‌است. ریل رود فلت ۸۵٫۸۸۹ کیلومتر مربع مساحت و ۴۷۵ نفر جمعیت دارد و ۷۹۵ متر بالاتر از سطح دریا واقع شده‌است.